# Pompiano
Pompiano (lombardul: Pompià) település Olaszországban, Lombardia régióban, Brescia megyében. Lakosainak száma 3707 fő (2023. január 1.). Pompiano Comezzano-Cizzago, Corzano, Orzinuovi, Orzivecchi és Barbariga községekkel határos.

## Népesség
A település lakossága az elmúlt években az alábbi módon változott:
| Lakosok száma | 3816 | 3776 | 3707 |
|               | 2017 | 2018 | 2023 |